# Evangelische Kirche (Schellbach)

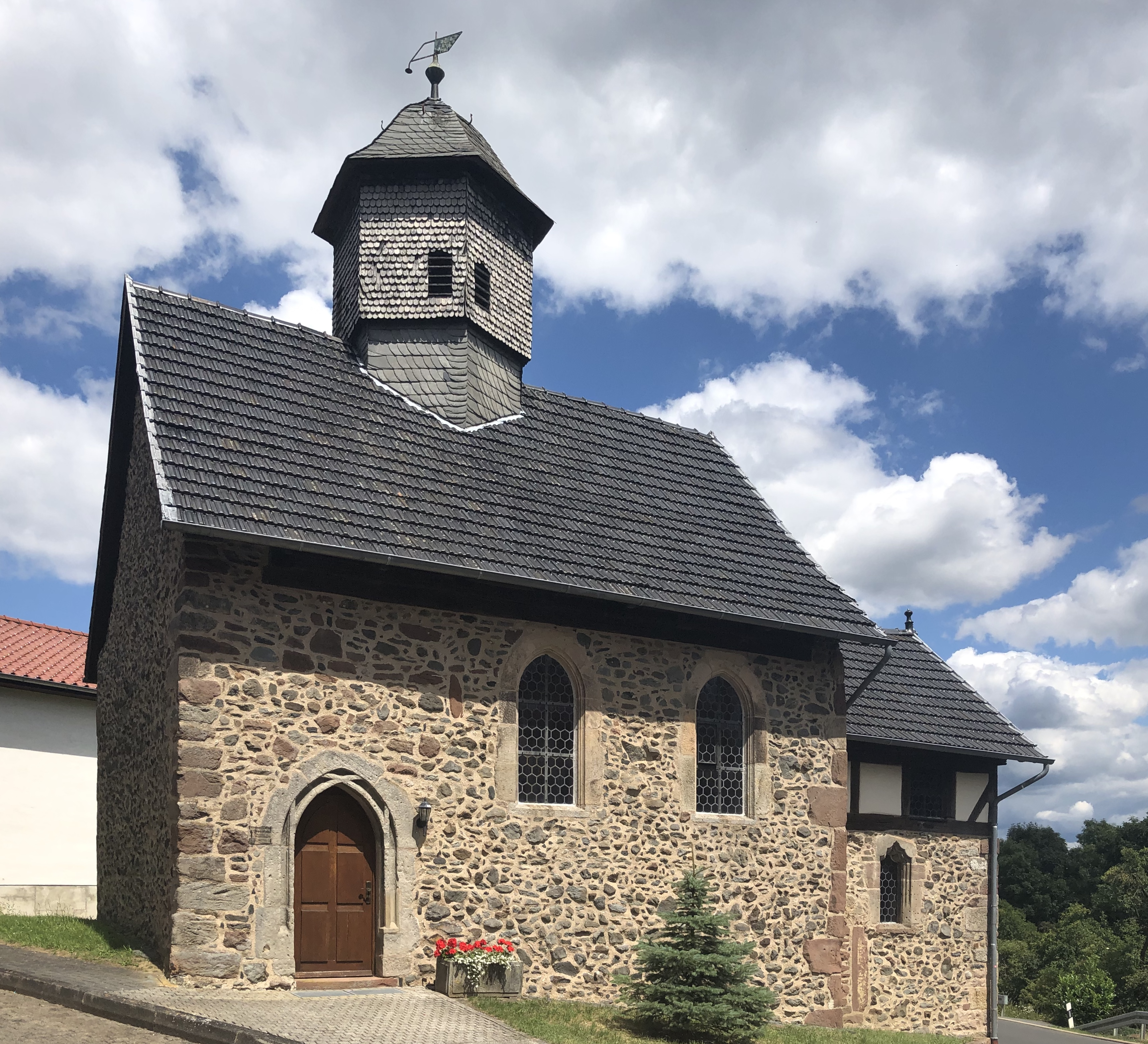
Evangelische Kirche in Schellbach

Die evangelische Kirche Schellbach ist ein denkmalgeschütztes Kirchengebäude, das in Schellbach steht, einem Ortsteil von Knüllwald im Schwalm-Eder-Kreis (Hessen). Die Kirche gehört zur Kirchengemeinde Remsfeld im Kirchenkreis Schwalm-Eder im Sprengel Marburg der Evangelischen Kirche von Kurhessen-Waldeck.

## Beschreibung
Die Saalkirche aus Bruchsteinen wurde um 1500 erbaut. An das Kirchenschiff schließt sich im Osten ein eingezogener, rechteckiger Chor an, der mit einem Geschoss aus Holzfachwerk erhöht wurde. Aus dem Satteldach des Kirchenschiffs erhebt sich ein sechseckiger, schiefergedeckter Dachreiter, der mit einer glockenförmigen Haube bedeckt ist. Der Innenraum ist mit einer Flachdecke überspannt, die in der Mitte von einer Stütze getragen wird.